# Gastronomía del Franco Condado
La gastronomía francondesa (cuisine franc-comptoise en francés) es la tradición culinaria que se practica en el Franco Condado, región al este de Francia. Entre sus productos más típicos destacan los quesos como el Comté y embutidos curados y ahumados, setas como las morillas, así como vinos del viñedo del Jura, entre los cuales destacar el vino amarillo (vin jaune).

## Características
Las especialidades regionales tradicionales de la cocina francondesa son de origen campesino, ricas en calorías. Históricamente, el Franco Condado ha sido, y es, una importante zona de cría, producción de carne y queso.
Los inviernos fríos en las montañas (en el Haut-Doubs, Haut-Jura o los Vosgos) obligaron a los campesinos del Condado a vivir en una situación de autarquía para la típica cría de vacas Montbéliard y cerdos, o su producción de lácteos. Fueron conservados y comercializados también los quesos y embutidos en salazón o ahumados en los tuhé (en una región rica en sal y abetos). Por lo tanto, la dieta típica de las montañas del Franco Condado (con elementos en común con la cocina suiza vecina) se componía tradicionalmente más de jamón, salchichas, tocino y queso, más que de productos agrícolas como hortalizas o carne de ave como en las llanuras de Doubs, Jura, Haute-Saône o Bresse jurassienne y Pays dolois (Cocina de Bresse).
Si las ciudades de Besanzón o Belfort no producen ninguna especialidad gastronómica, el resdo del Territorio de Belfort (históricamente vinculado a Alsacia hasta la guerra franco-prusiana de 1870, y de la cual una gran parte de la población es de origen alsaciano) cocina recetas que son tanto la cocina típicamente francondesas como alsacianas, incluido el chucrut de Alsacia, por ejemplo, aunque el repollo a menudo se reemplaza por raves saladas y la charcutería alsaciana por la charcutería francondesa.